# Temporada 2015 del fútbol jujeño
La Temporada 2015 del fútbol jujeño abarcará todas las actividades relativas a campeonatos de fútbol profesional, interior e nacionales e internacionales, disputados por clubes jujeños, y por las selecciones provinciales de este país en sus diversas categorías.

## Torneos locales

### Liga Jujeña de Fútbol de la Primera A

#### Tabla de Reclasificación
En esta tabla se tienen en cuenta todos los partidos del año.El equipo con mejor puntaje de esta tabla, clasificarán a la Torneo Federal C 2016 como Jujuy 1 y Jujuy 2 , respectivamente. Asimismo, el segundo y el tercer mejor puntaje de esta tabla mientras que los otros cupos que se darán serán para el campeón de la Copa Jujuy 2014/15 (Jujuy 1) y el ganador de la Superliga de Jujuy 2016 (Jujuy 2).

#### Tabla de posiciones
| Pos  | Equipo                  | Pts | PJ | PG | PE | PP | GF | GC | Dif |
| ---- | ----------------------- | --- | -- | -- | -- | -- | -- | -- | --- |
| 1.º  | Altos Hornos Zapla      | -   | -  | -  | -  | -  | -  | -  | -   |
| 2.º  | Ciudad de Nieva         | -   | -  | -  | -  | -  | -  | -  | -   |
| 3.º  | Deportivo El Cruce      | -   | -  | -  | -  | -  | -  | -  | -   |
| 4.º  | Atlético Cuyaya         | -   | -  | -  | -  | -  | -  | -  | -   |
| 5.º  | Chañi La Viña           | -   | -  | -  | -  | -  | -  | -  | -   |
| 6.º  | General Belgrano        | -   | -  | -  | -  | -  | -  | -  | -   |
| 7.º  | General Lavalle         | -   | -  | -  | -  | -  | -  | -  | -   |
| 8.º  | Gimnasia y Esgrima      | -   | -  | -  | -  | -  | -  | -  | -   |
| 9.º  | Atlético Gorriti        | -   | -  | -  | -  | -  | -  | -  | -   |
| 10.º | Deportivo Luján         | -   | -  | -  | -  | -  | -  | -  | -   |
| 11.º | Sportivo Palermo        | -   | -  | -  | -  | -  | -  | -  | -   |
| 12.º | Atlético Palpalá        | -   | -  | -  | -  | -  | -  | -  | -   |
| 13.º | Los Perales Comercio    | -   | -  | -  | -  | -  | -  | -  | -   |
| 14.º | Talleres                | -   | -  | -  | -  | -  | -  | -  | -   |
| 15.º | Atlético Terry          | -   | -  | -  | -  | -  | -  | -  | -   |
| 16.º | Deportivo Universitario | -   | -  | -  | -  | -  | -  | -  | -   |

|  | |
|  | El equipo que ocupe esta posición al término del torneo será campeón y ascenderá a Torneo Federal C                                |
|  | Los equipos que ocupen estas posiciones al término del torneo jugarán un torneo reducido por el segundo ascenso a Torneo Federal C |

### Tabla de posiciones
| Pos  | Equipo                 | Pts | PJ | PG | PE | PP | GF | GC | Dif |
| ---- | ---------------------- | --- | -- | -- | -- | -- | -- | -- | --- |
| 1.º  | Altos Hornos Zapla "B" | -   | -  | -  | -  | -  | -  | -  | -   |
| 2.º  | C.R.Y.S.               | -   | -  | -  | -  | -  | -  | -  | -   |
| 3.º  | Cazadores de Los Andes | -   | -  | -  | -  | -  | -  | -  | -   |
| 4.º  | Gimnasia y Esgrima "B" | -   | -  | -  | -  | -  | -  | -  | -   |
| 5.º  | Atlético Gorriti "B"   | -   | -  | -  | -  | -  | -  | -  | -   |
| 6.º  | La Viña                | -   | -  | -  | -  | -  | -  | -  | -   |
| 7.º  | Independiente          | -   | -  | -  | -  | -  | -  | -  | -   |
| 8.º  | Juventud Celulosa      | -   | -  | -  | -  | -  | -  | -  | -   |
| 9.º  | Juventud Unida         | -   | -  | -  | -  | -  | -  | -  | -   |
| 10.º | Mina 9 de Octubre      | -   | -  | -  | -  | -  | -  | -  | -   |

|  | |
|  | El equipo que ocupe esta posición al término del torneo será campeón y ascenderá a Primera A                                     |
|  | Los equipos que ocupen estas posiciones al término del torneo jugarán un torneo reducido por el segundo ascenso a Primera A      |
|  | Los equipos que ocupen las últimas posiciones descenderá a la Primera C depende si es de San Salvador de Jujuy o es del Interior |

#### Resultados
| Cazadores de Los Andes | 1 - 0 | Mina 9 de Octubre    | La Tablada (M.9deO)    | 10 de abril | A confirmar |
| Altos Hornos Zapla "B" | 0 - 0 | La Viña              | Emilio Fabrizzi        | 10 de abril | A confirmar |
| Independiente          | 0 - 2 | C.R.Y.S.             | Barrio La Barsena      | 11 de abril | A confirmar |
| Gimnasia y Esgrima "B" | 2 - 1 | Juventud Celulosa    | 23 de agosto           | 11 de abril | A confirmar |
| Juventud Unida         | 0 - 1 | Atlético Gorriti "B" | La Tablada (Juv. Uni.) | 12 de abril | A confirmar |

|  | - |  |  | 24 de mayo | A confirmar |
|  | - |  |  | 24 de mayo | A confirmar |
|  | - |  |  | 24 de mayo | A confirmar |
|  | - |  |  | 24 de mayo | A confirmar |
|  | - |  |  | 24 de mayo | A confirmar |

|  | - |  |  | 7 de mayo | A confirmar |
|  | - |  |  | 7 de mayo | A confirmar |
|  | - |  |  | 7 de mayo | A confirmar |
|  | - |  |  | 7 de mayo | A confirmar |
|  | - |  |  | 7 de mayo | A confirmar |

|  | - |  |  | 21 de mayo | A confirmar |
|  | - |  |  | 21 de mayo | A confirmar |
|  | - |  |  | 21 de mayo | A confirmar |
|  | - |  |  | 21 de mayo | A confirmar |
|  | - |  |  | 21 de mayo | A confirmar |

|  | - |  |  | 5 de junio | A confirmar |
|  | - |  |  | 5 de junio | A confirmar |
|  | - |  |  | 5 de junio | A confirmar |
|  | - |  |  | 5 de junio | A confirmar |
|  | - |  |  | 5 de junio | A confirmar |

### Liga Jujeña de Fútbol de la Primera C
| Pos. | Equipo | Pts. | PJ | PG | PE | PP | GF | GC | Dif. |
| ---- | ------ | ---- | -- | -- | -- | -- | -- | -- | ---- |
| 1.º  |        | 0    | 0  | 0  | 0  | 0  | 0  | 0  | 0    |
| 2.º  |        | 0    | 0  | 0  | 0  | 0  | 0  | 0  | 0    |
| 3.º  |        | 0    | 0  | 0  | 0  | 0  | 0  | 0  | 0    |
| 4.º  |        | 0    | 0  | 0  | 0  | 0  | 0  | 0  | 0    |
| 5.º  |        | 0    | 0  | 0  | 0  | 0  | 0  | 0  | 0    |

|  | Los equipos que ocupen estas posiciones al término del torneo jugarán un torneo reducido por los primeros ascensos de la Segunda División |

| Pos. | Equipo | Pts. | PJ | PG | PE | PP | GF | GC | Dif. |
| ---- | ------ | ---- | -- | -- | -- | -- | -- | -- | ---- |
| 1.º  |        | 0    | 0  | 0  | 0  | 0  | 0  | 0  | 0    |
| 2.º  |        | 0    | 0  | 0  | 0  | 0  | 0  | 0  | 0    |
| 3.º  |        | 0    | 0  | 0  | 0  | 0  | 0  | 0  | 0    |
| 4.º  |        | 0    | 0  | 0  | 0  | 0  | 0  | 0  | 0    |

|  | Los equipos que ocupen estas posiciones al término del torneo jugarán un torneo reducido por los primeros ascensos de la Segunda División |

| Pos. | Equipo | Pts. | PJ | PG | PE | PP | GF | GC | Dif. |
| ---- | ------ | ---- | -- | -- | -- | -- | -- | -- | ---- |
| 1.º  |        | 0    | 0  | 0  | 0  | 0  | 0  | 0  | 0    |
| 2.º  |        | 0    | 0  | 0  | 0  | 0  | 0  | 0  | 0    |
| 3.º  |        | 0    | 0  | 0  | 0  | 0  | 0  | 0  | 0    |
| 4.º  |        | 0    | 0  | 0  | 0  | 0  | 0  | 0  | 0    |

|  | Los equipos que ocupen estas posiciones al término del torneo jugarán un torneo reducido por los primeros ascensos de la Segunda División |

| Pos. | Equipo | Pts. | PJ | PG | PE | PP | GF | GC | Dif. |
| ---- | ------ | ---- | -- | -- | -- | -- | -- | -- | ---- |
| 1.º  |        | 0    | 0  | 0  | 0  | 0  | 0  | 0  | 0    |
| 2.º  |        | 0    | 0  | 0  | 0  | 0  | 0  | 0  | 0    |
| 3.º  |        | 0    | 0  | 0  | 0  | 0  | 0  | 0  | 0    |
| 4.º  |        | 0    | 0  | 0  | 0  | 0  | 0  | 0  | 0    |

|  | Los equipos que ocupen estas posiciones al término del torneo jugarán un torneo reducido por los primeros ascensos de la Segunda División |

| Pos. | Equipo | Pts. | PJ | PG | PE | PP | GF | GC | Dif. |
| ---- | ------ | ---- | -- | -- | -- | -- | -- | -- | ---- |
| 1.º  |        | 0    | 0  | 0  | 0  | 0  | 0  | 0  | 0    |
| 2.º  |        | 0    | 0  | 0  | 0  | 0  | 0  | 0  | 0    |
| 3.º  |        | 0    | 0  | 0  | 0  | 0  | 0  | 0  | 0    |
| 4.º  |        | 0    | 0  | 0  | 0  | 0  | 0  | 0  | 0    |

|  | Los equipos que ocupen estas posiciones al término del torneo jugarán un torneo reducido por los primeros ascensos de la Segunda División |

| Pos. | Equipo | Pts. | PJ | PG | PE | PP | GF | GC | Dif. |
| ---- | ------ | ---- | -- | -- | -- | -- | -- | -- | ---- |
| 1.º  |        | 0    | 0  | 0  | 0  | 0  | 0  | 0  | 0    |
| 2.º  |        | 0    | 0  | 0  | 0  | 0  | 0  | 0  | 0    |
| 3.º  |        | 0    | 0  | 0  | 0  | 0  | 0  | 0  | 0    |
| 4.º  |        | 0    | 0  | 0  | 0  | 0  | 0  | 0  | 0    |

|  | Los equipos que ocupen estas posiciones al término del torneo jugarán un torneo reducido por los primeros ascensos de la Segunda División |

Nota: el sistema del torneo aún no está definido.